# Jardiner maculat oriental
El jardiner maculat oriental (Chlamydera maculata) és un ocell de la família dels ptilonorrínquids (Ptilonorhynchidae).

## Hàbitat i distribució
Habita boscos, sabanes i turons rocosos, terra endins de l'est i sud-est d'Austràlia des del centre de Queensland, cap al sud, a través del centre i costa de Nova Gal·les del Sud fins al centre de Victòria.